# Justina Valentine
Pour les articles homonymes, voir Valentine.
Justina Valentine, née le 14 février 1987, est une rappeuse américaine.

## Jeunesse
Justina est née dans le Comté de Passaic, New Jersey. Elle a grandi dans une famille de musiciens et fait du théâtre et de la danse quand elle était enfant. Elle a toujours eu un amour pour le hip-hop et la pop. En 2006, elle a commencé à enregistrer sa propre musique.
Valentine a dit qu'elle n'a jamais été timide au sujet d'être dans le feu des projecteurs, et toujours aimé se mettre en spectacle, faire rire les gens, et dans l'ensemble rendre les gens heureux. Elle vient d'une famille de musiciens, son père est chanteur dans un groupe et joue de plusieurs instruments.

## Carrière
Justina Valentine sort sa première mixtape Route 80 en 2012, les singles « Bubble-Gum » et « Hip-hop Joan Jett » sont devenus des références sur YouTube[réf. nécessaire]. Elle sort son EP, Valentine, en 2013. Le 8 juillet 2014, la chanteuse sort sa deuxième mixtape, de Red Velvet. En 2016, elle sort son album studio, Scarlet Letter. À compter de 2016, Justina Valentine est aussi une des nouvelles membres du casting de la Saison 8 de Wild 'N Out sur MTV.

## Discographie
Albums
- Scarlet Letter (2016)

 EP
- Valentine (2013)

 Mixtapes
- Route 80 (2012)
- Red Velvet (2014)
- FEMINEM (2017)

Featurings
| Titre      | Année | Artiste(s)             | Album |
| ---------- | ----- | ---------------------- | ----- |
| "Superman" | 2018  | King Bangazs Fetty Wap | NC    |

## Filmographie
| Année        | Titre                          |
| ------------ | ------------------------------ |
| 2016-présent | Wild 'N Out                    |
| 2017         | Le Défi: Champs vs Les étoiles |

## Tour
- Vans Warped Tour (2012)
- Relief Tour (2013)
- Vans Warped Tour (2014)
- Liquid Sunshine Experience Tour(2015)
- Hate Us Cause They Ain't Us Tour (2016)
- As Seen on the Internet Tour (2016)
- Scarlet Letter Tour (2016)
- "Futuristic Tour" (2016)
- Weirdo Tour (2017)